# 波拉迪夫卡
50°8′1″N 30°10′32″E / 50.13361°N 30.17556°E

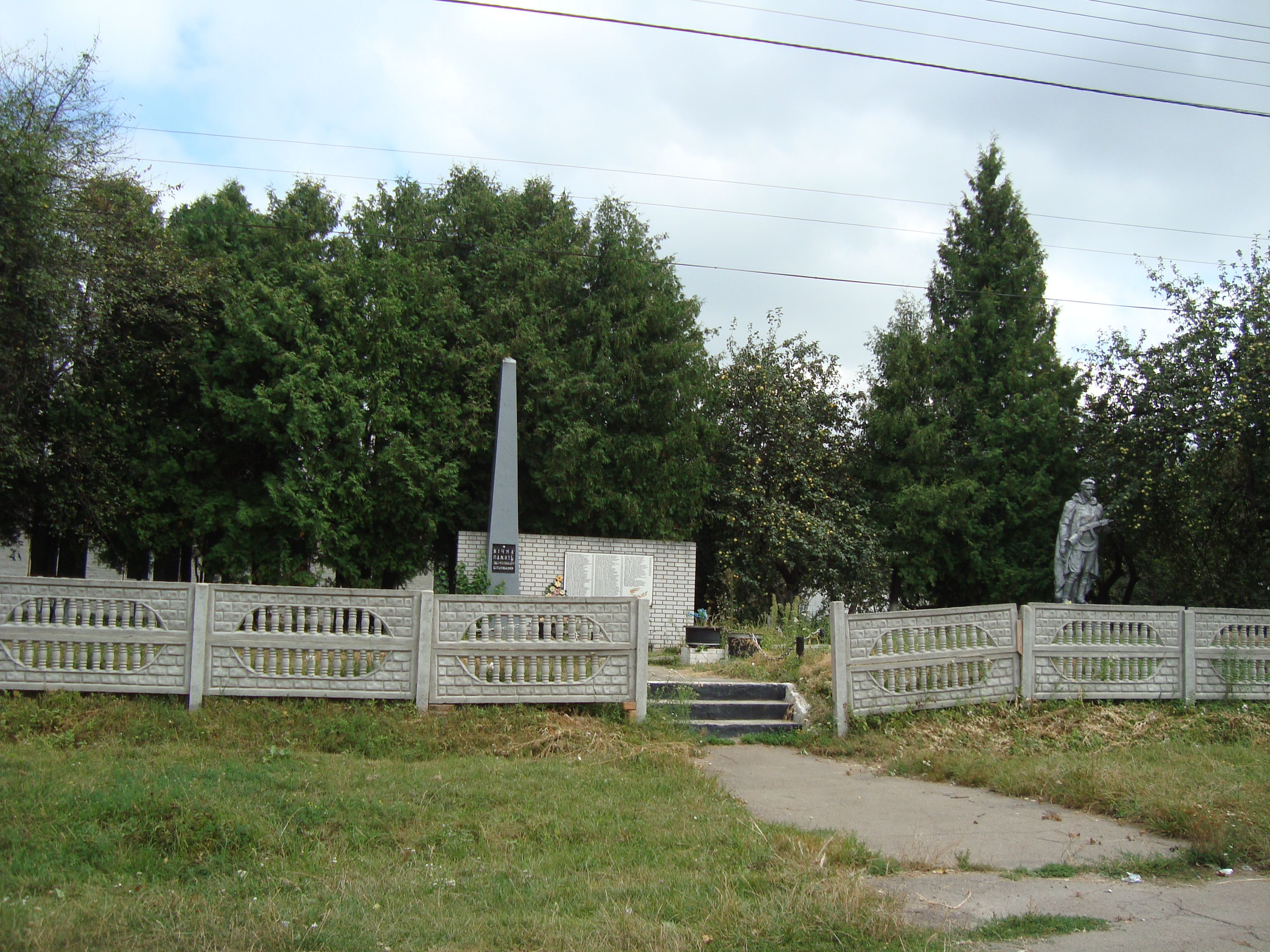

波拉迪夫卡（烏克蘭語：Порадівка）是位於烏克蘭北部的村莊，由基辅州法斯蒂夫區的卡利尼夫卡市鎮負責管轄。該村始建於1701年，面積2.19平方公里，海拔高度195米，2001年人口227，人口密度每平方公里103.5人。